# كين رايس
كين رايس (بالإنجليزية: Ken Rice)‏ هو لاعب كرة قدم أمريكية أمريكي، ولد في 14 سبتمبر 1939 في بينبردج في الولايات المتحدة.

## وفاته
توفي في 14 أكتوبر 2020م، الموافق 27 صفر 1442هـ عن عمر 81 عامًا.

## وصلات خارجية
- كين رايس على موقع مرجع كرة القدم المحترفة.كوم (الإنجليزية)
- كين رايس على موقع قاعة جورجيا للمشاهير الرياضية (مؤرشف) (الإنجليزية)